# Georg Fürnkranz
Georg Fürnkranz (* 4. Juni 1963 in Wien) ist ein österreichischer Politiker der Freiheitlichen Partei Österreichs (FPÖ). Von 2016 bis 2020 war er Abgeordneter zum Wiener Landtag und Mitglied des Wiener Gemeinderates.

## Leben

### Ausbildung und Beruf
Georg Fürnkranz besuchte nach der Volksschule Wien Rahlgasse die Unterstufe des Akademischen Gymnasiums Wien und die Oberstufe am Bundesgymnasium III in Salzburg, wo er 1982 maturierte. Anschließend begann er ein Studium der Publizistik und Politikwissenschaften in Salzburg sowie ein Biochemiestudium in Wien. Nach einem freiwillig verlängerten Wehrdienst beim Fliegerabwehrbataillon III war er für verschiedene Fachzeitschriften journalistisch tätig.
Von 1991 bis 2002 war er Fachreferent im FPÖ-Parlamentsklub, 2002/03 war er Kabinettschef im Bundesministerium für Verkehr, Innovation und Technologie unter den Ministern Mathias Reichhold und Hubert Gorbach, 2003 und 2004 fungierte er als politischer Direktor des FPÖ-Parlamentsklubs. Von 2005 bis 2010 war er Geschäftsführer der Schienen-Control GmbH, seit 2011 ist er als Berater im Eisenbahnsektor tätig. Von 2013 bis 2016 war er wieder Fachreferent im Parlament.

### Politik
Von 1983 bis 1993 gehörte er dem Vorstand des Ringes Freiheitlicher Jugend (RFJ) an, ab 1989 fungierte er als dessen stellvertretender Bundesobmann. Von 1991 bis 2005 und von 2010 bis 2016 war er als FPÖ-Bezirksrat Mitglied der Bezirksvertretung im Wiener Gemeindebezirk Innere Stadt. 1996 bis 2001 fungierte er auch als Bezirksvorsteher-Stellvertreter, ab 2001 war er dort FPÖ-Klubobmann. Von 1994 bis 2005 war er außerdem Kammerrat in der Wiener Arbeiterkammer.
Am 29. Juni 2016 wurde er in der 20. Wahlperiode als Abgeordneter zum Wiener Landtag und Gemeinderat angelobt, wo er dem Stadtrechnungshofausschuss, dem Gemeinderatsausschuss für Umwelt und Wiener Stadtwerke, dem Gemeinderatsausschuss für Europäische und internationale Angelegenheiten sowie dem Gemeinderatsausschuss für Stadtentwicklung, Verkehr, Klimaschutz, Energieplanung und BürgerInnenbeteiligung angehörte. Außerdem war er Mitglied der Untersuchungskommission zur Klärung der Projekt-, Kosten- und Terminentwicklung des Krankenhauses Nord. Im Gemeinderat bzw. Landtag folgte er Ursula Stenzel nach, die nicht amtsführende Wiener Stadträtin wurde. Nach der Landtags- und Gemeinderatswahl in Wien 2020 schied er aus dem Landtag mit 24. November 2020 aus.